# Ludwina (imię)
Ludwina – imię żeńskie pochodzące od starogermańskiego imienia Luitwine. Można je tłumaczyć jako „przyjaciółka ludzi” bądź „lubiąca duże zgromadzenia ludzi”. Imię to bywa błędnie kojarzone jako inna forma imienia Ludwika.
Ludwina imieniny obchodzi:
- 14 kwietnia, na pamiątkę św. Ludwiny z Schiedam[1],

- 15 kwietnia[2][3],

- 2 grudnia, na pamiątkę bł. Liduiny Meneguzzi[4][5].

Męski odpowiednik: Ludwin